# 斯沃姆維爾 (紐約州)
斯沃姆維爾（英語：Swormville）是位於美國紐約州伊利縣的非建制地區。

## 歷史
斯沃姆維爾的郵局於1879年設立，其後於1988年停運。

## 地理
斯沃姆維爾所處的海拔為高於海平面178米（即584英呎），而該地所採用的時區為UTC-5，即北美东部时区（EST）。同時該地設有夏令時間，為UTC-5調快一小時，即UTC-4（EDT）。